# Geinella
Geinella is een geslacht van kevers uit de familie bladkevers (Chrysomelidae).
De wetenschappelijke naam van het geslacht werd in 1935 gepubliceerd door Embrik Strand.

## Soorten
- Geinella crassicornis Chen, 1987
- Geinella cuprea Chen & Jiang, 1981
- Geinella intermedia Chen, 1987
- Geinella invenusta (Jacobson, 1925)
- Geinella krishna (Maulik, 1936)
- Geinella punctipennis Chen, 1987
- Geinella rugosa Chen, 1987
- Geinella splendida Chen, 1987
- Geinella tenuipes Chen & Jiang, 1981
- Geinella trapezicollis Warchalowski, 2001